# Assafarge e Antanhol
Assafarge e Antanhol (oficialmente: União das Freguesias de Assafarge e Antanhol) é uma freguesia portuguesa do município de Coimbra, com 19,51 km² de área e 4993 habitantes (censo de 2021). A sua densidade populacional é 255,9 hab./km².

## História
Foi constituída em 2013, no âmbito de uma reforma administrativa nacional, pela agregação das antigas freguesias de Assafarge e Antanhol e tem a sede em Assafarge.

## Demografia
A população registada nos censos foi:
| Distribuição da População por Grupos Etários | Distribuição da População por Grupos Etários | Distribuição da População por Grupos Etários | Distribuição da População por Grupos Etários | Distribuição da População por Grupos Etários | Distribuição da População por Grupos Etários |
| -------------------------------------------- | -------------------------------------------- | -------------------------------------------- | -------------------------------------------- | -------------------------------------------- | -------------------------------------------- |
| Antes da agregação                           |                                              |                                              |                                              |                                              |                                              |
| Ano                                          | 0-14 anos                                    | 15-24 anos                                   | 25-64 anos                                   | >= 65 anos                                   | Total                                        |
| 2001                                         | 711                                          | 624                                          | 2646                                         | 734                                          | 4715                                         |
| 2011                                         | 765                                          | 594                                          | 3088                                         | 855                                          | 5302                                         |
| Após a agregação                             |                                              |                                              |                                              |                                              |                                              |
| Ano                                          | 0-14 anos                                    | 15-24 anos                                   | 25-64 anos                                   | >= 65 anos                                   | Total                                        |
| 2021                                         | 623                                          | 511                                          | 2688                                         | 1171                                         | 4993                                         |